# Maxi Rodríguez
Maximiliano Rubén "Maxi" Rodríguez, född 2 januari 1981 i Rosario, Santa Fé, är en argentinsk före detta fotbollsspelare som senast spelade för Newell's Old Boys. Han har både italienskt och argentinskt medborgarskap.

## Klubbkarriär
Maxi spelade för Newell's Old Boyss A-lag i Primera División de Argentina i en säsong innan han flyttade till spanska Real Oviedo. Där fick han dock bara spela en ligamatch innan han återvände till Newell's Old Boys för ännu en säsong innan han tog det slutgiltiga steget till Europa och då Espanyol 2002. Han gjorde ligadebut 2 september samma år när man besegrades med 0–2 mot Real Madrid. Under den sista säsongen hos Espanyol spelade han 37 ligamatcher och gjorde 15 mål. Han gjorde även lagets 2000:e spanska ligamål. I början av säsongen 2005/2006 flyttade han till Atlético Madrid till priset av tolv miljoner euro.
Den 13 januari 2010 blev det bekräftat att Maxi Rodríguez hade skrivit på ett 3,5 års kontrakt med Liverpool FC i en gratis övergång från Atletico Madrid. Under vårsäsongen medverkade sedan Maxi i 17 av Liverpools 18 återstående ligamatcher och gjorde sitt första mål för klubben när man besegrade Burnley med 4-0 den 25 april 2010. Hans första hat-trick i Liverpool tröjan kom ett drygt år efter, när man besegrade Birmingham City med 5-0 den 23 april 2011. Hans andra kom inte kort efter, den 9 maj 2011 när man bortabesegrade Fulham med 5-2, första målet i den gjordes av just Maxi efter 31 sekunder, snabbaste målet i Premier League säsongen 2010/-11. I juli 2012 återvände Rodriguez till sin moderklubb Newell's Old Boys. 
Rodriguez meddelade att han skulle avsluta sin professionella karriär i november 2021. I sin sista hemmamatch, mot Club Atlético Banfield, byttes han av till stående ovationer från publiken. 

## Landslagskarriär
Maxi vann U20-VM 2001 med Argentina och har spelat för seniorlaget sedan en vänskapsmatch mot Japan 2003. Han deltog även i Fifa Confederations Cup 2005 och kvalet till VM 2006. Den 6 maj 2006 blev det officiellt att José Pekerman hade tagit med Maxi i VM-truppen. 16 juni 2006 gjorde han två mål när Argentina besegrade Serbien och Montenegro med 6–0.
Den 24 juni 2006, i andra VM-omgången, gjorde han det avgörande målet mot Mexiko i förlängningen, efter att ha tagit emot en passning från Juan Pablo Sorin med bröstet och sköt ett volleyskott med vänsterfoten i 98:e minuten. (Maxi är egentligen högerfotad.) Målet utsågs av röstande på Fifa till mästerskapets bästa mål.
Efter att Argentina förlorade kvartsfinalen mot Tyskland (som senare i turneringen vann brons mot Portugal), slog Maxi den tyska spelaren Bastian Schweinsteiger i ryggen. FIFA bötfällde honom med 5 000 schweiziska franc och han blev avstängd i två matcher i Copa América 2007 för slaget.
Den 11 oktober 2006 skadade Maxi ett korsband när han spelade en match mot Spanien och kunde inte spela på sex månader efteråt.

## Meriter
Liverpool FC
- Engelska Ligacupen 2011/2012